# Иван Ленђер
Иван Ленђер (русински: Иван Лендєр; Зрењанин, 29. јул 1990) је српски пливач специјалиста за делфин стил. Отац му је Русин, а мајка Српкиња. Пливање тренира од седме године.
Пажњу је привукао када је на светском првенству за јуниоре 2006. освојио златну и сребрну медаљу. Те године је проглашен за најбољег спортисту Војводине, а од стране листа Спорт за најбољег младог спортисту у Србији. Пласирао се у полуфинале Светског првенства у пливању 2009. у Риму и био део Српског олимпијског тима на Олимпијским играма 2008 у Пекингу, као и део српског тима 2009. на Медитеранским играма у Пескари и Универзијади у Београду.
На Европском првенству 2010 у Будимпешти се пласирао у финале на 50 делфин стилом. и у полуфинале на дупло дужој деоници

## Лични рекорди у делфин стилу
- базен 50 м

| Дисциплина   | Резултат | Место           | Такмичење                 | Датум           |
| 50 м делфин  | 23,50    | Мерсин, Турска  | Медитеранске игре         | 24. јун 2013.   |
| 100 м делфин | 51,22    | Рим, Италија    | Светско првенство         | 31. јул 2009.   |
| 200 м делфин | 2:05,16  | Београд, Србија | Отворено првенство Србије | 3. август 2007. |

- базен 25 м

| Дисциплина   | Резултат | Место            | Такмичење             | Датум              |
| 50 м делфин  | 22,79    | Истанбул, Турска | Европско првенство    | 13. децембар 2009. |
| 100 м делфин | 49,67    | Истанбул, Турска | Европско првенство    | 10. децембар 2009. |
| 200 м делфин | 1:58,07  | Загреб, Хрватска | Интернационали митинг | 22. новембар 2008. |

## Ван терена
Завршио је економску школу у Зрењанину.